# えまめの素
えまめの素（えまめのもと）は、小暮英麻と小島めぐみが、趣味で始めたインターネットラジオ番組である。月に2回ほど更新、次回更新日はそのつど発表される。30分番組。
メディアプレイヤー か mp3で配信受信ができる。
現在更新休止中。

## パーソナリティ
- 小暮英麻（えま担当）

職業・声優
- 小島めぐみ（まめ担当、イラストも描く）

職業・清純派

## 放送（更新）履歴
- 一粒目：2007年9月15日
- 二粒目：2007年10月15日
- 三粒目：2007年10月26日
- 四粒目：2007年11月16日
- 五粒目：2007年12月7日
- 六粒目：2007年12月25日
- 七粒目：2008年1月18日
- 八粒目：2008年2月8日

## その他
- もと吉（素担当）という豆がいる
- 番組開始にあたり、きちんとそれぞれの所属事務所からは許可をもらっている。
- 基本的に趣味番組なので視聴者のおたよりでなりたっている。
- もし仕事を依頼したいなら、「番組宛ではなく所属事務所に連絡してほしい」とのこと。
- だが、番組中で所属先への連絡先が発言されることはない。
- もと吉のイラストは、みかきみかこが担当。
- 回数を一粒、二粒と表現している。
- 配信をむりやりダウンロードできても、バックナンバーをきくことはできない。
- 「おはもっと」を試験的に挨拶に取り組んでみた（四粒目）。
- さよならの挨拶は「またもっと」。
- 2007年冬のコミックマーケット73にて、委託販売でCDを頒布した。タイトルはえまめの素　つぶつぶMIX。価格は1500円。パーソナリティ2名も頒布に参加した。

## コーナー
- 人生すいあま（七粒目にて終了）

身近な悩みを打ち明けて、解決します……という趣旨。
- ほめてたもれ

毎回お題に沿ったイメージで、パーソナリティを好評価する。
- まめもえ日記

『職業・清純派』小島めぐみの芸風を広げるため、演じてほしい役柄・シチュエーションを募集している。

## エピソード
- 通常、この手の第1回はお便りがないものだが、パーソナリティそれぞれの友人知人を通じてラジオ番組開設の話が広まっていたため、話題がなくて困る様子はなかった。
- 三粒目は、えま&まめそれぞれの誕生日が近いこともあり、番組内でプレゼント交換（約束）が行われた。
- 2007年冬のコミックマーケット限定にて、CD（トーク＆ドラマ）頒布が決定している（四粒目より）。
- 四粒目収録前に（三粒目の頃に比べれば）小島めぐみは髪型を大幅に変えた（短くした）。
- 五粒目にて、流行語大賞ノミネートにあやかった挨拶をとりいれるために、まめは夜なべして考えたが、えまには不評だった。
- 尾びれという単語が出なくて四苦八苦「しっぽ」とか「孔雀」とか（五粒目より）。
- 六粒目のHP更新時次回の更新は2007年1月18日と、素で間違い記載を行った。